# 第63回ダヴィッド・ディ・ドナテッロ賞
第63回ダヴィッド・ディ・ドナテッロ賞（だい63かいダヴィッド・ディ・ドナテッロしょう）の授賞式は、2018年3月21日にローマで行われた。
ノミネートは2018年2月14日に発表された。『愛と銃弾』が最多15部門にノミネートされ、最多5部門で受賞する結果となった。

## 受賞者とノミネート一覧
太字が受賞者。

### 作品賞
- 愛と銃弾 Ammore e malavita（監督：マネッティ・ブラザーズ）
- チャンブラにて A Ciambra（監督：ジョナス・カルピニャーノ）
- Gatta Cenerentola（監督：アレッサンドロ・ラック、イヴァン・カピエッロ、マリノ・グァルニエーリ、ダリオ・サンソーネ）
- ナポリの隣人 La tenerezza[1]（監督：ジャンニ・アメリオ）
- Nico, 1988（監督：スザンナ・ニッキアレッリ）

### 監督賞
- ジョナス・カルピニャーノ（『チャンブラにて』）
- マネッティ・ブラザーズ（『愛と銃弾』）
- ジャンニ・アメリオ（『ナポリの隣人』）
- フェルザン・オズペテク（『ナポリ、熟れた情事』）
- パオロ・ジェノベーゼ（『ザ・プレイス　運命の交差点』[2]）

### 新人監督賞
- ドナート・カッリージ（『霧の中の少女』）
- コジモ・ゴメス（『Brutti e cattivi』）
- ロベルト・デ・パオリス（『純粋な心』[3]）
- アンドレア・マニャーニ（『Easy - Un viaggio facile facile』）
- アンドレア・デ・シーカ（『I figli della notte』）

### オリジナル脚本賞
- スザンナ・ニッキャレッリ（『Nico, 1988』）
- ジョナス・カルピニャーノ（『チャンブラにて』）
- マネッティ・ブラザーズ、ミケランジェロ・ラ・ネーヴェ（『愛と銃弾』）
- ドナート・カッリージ（『霧の中の少女』）
- フランチェスコ・ブルーニ（『君が望むものはすべて』[4]）

### 脚色賞
- ファビオ・グラッサドニア、アントニオ・ピアッツァ（『シシリアン・ゴースト・ストーリー』）
- バーバラ・アルベルティ、ダビデ・バルレッティ、ロレンツォ・コンテ、カルロ・ダミシーチス（『La guerra dei cafoni』）
- ジャンニ・アメリオ、アルベルト・タラーリオ（『ナポリの隣人』）
- パオロ・ジェノヴェーゼ、イザベッラ・アギラール（『ザ・プレイス　運命の交差点』）
- パオロ＆ヴィットリオ・タヴィアーニ（『レインボウ　ある個人的な問題』）

### プロデューサー賞
- ルチアーノ・ステッラ、マリア・カロリーナ・テルツィ（Mad EntertainmentおよびRai Cinema）（『Gatta Cenerentola』）
- Stayblack Productions、ジョン・コポロン、パオロ・カルピニャーノ、Rai Cinema（『チャンブラにて』）
- カルロ・マッキテッラ、マネッティ・ブラザーズ、Rai Cinema（『愛と銃弾』）
- マルタ・ドンゼッリ、グレゴリオ・パオネッサ（Vivo film）、Rai Cinema、ジョセフ・ルショップ、ヴァレリー・ブルノンヴィル（Tarantula）（『Nico, 1988』）
- ドメニコ・プロカッチ、マッテオ・ロヴェーレ、Rai Cinema（『いつだってやめられる　10人の怒れる教授たち』[5]および『いつだってやめられる　闘う名誉教授たち』[6]）

### 主演女優賞
- ジャスミン・トリンカ（『フォルトゥナータ』[3]）
- パオラ・コルテッレージ（『環状道路の猫のように』[3]）
- ヴァレリア・ゴリーノ（『エマの瞳』[7]）
- ジョヴァンナ・メッツォジョルノ（『ナポリ、熟れた情事』）
- イザベッラ・ラゴネーゼ（『Sole cuore amore』）

### 主演男優賞
- レナート・カルペンティエーリ（『ナポリの隣人』）
- アントニオ・アルバネーゼ（『環状道路の猫のように』）
- ニコラ・ノチェッラ（『Easy - Un viaggio facile facile』）
- アレッサンドロ・ボルギ（『ナポリ、熟れた情事』）
- ヴァレリオ・マスタンドレア（『ザ・プレイス　運命の交差点』）

### 助演女優賞
- クラウディア・ジェリーニ（『愛と銃弾』）
- ソニア・ベルガマスコ（『環状道路の猫のように』）
- ミカエラ・ラマッツォッティ（『ナポリの隣人』）
- アンナ・ボナイウート（『ナポリ、熟れた情事』）
- ジュリア・ラッツァリーニ（『ザ・プレイス　運命の交差点』）

### 助演男優賞
- ジュリアーノ・モンタルド（『君が望むものはすべて』）
- カルロ・ブッチロッソ（『愛と銃弾』）
- アレッサンドロ・ボルギ（『フォルトゥナータ』）
- エリオ・ジェルマーノ（『ナポリの隣人』）
- ペッペ・バーラ（『ナポリ、熟れた情事』）

### 撮影賞
- ジャン・フィリッポ・コルティチェッリ（『ナポリ、熟れた情事』）
- ティム・カーティン（『チャンブラにて』）
- ジャンニ・マンモロッティ（『Malarazza - Una storia di periferia』）
- ルカ・ビガッツィ（『シシリアン・ゴースト・ストーリー』）
- ファブリツィオ・ルッチ（『ザ・プレイス　運命の交差点』）

### 作曲賞
- ピヴィオ＆アルド・デ・スカルツィ（『愛と銃弾』）
- アントニオ・フレーザ、ルイジ・シャルドン（『Gatta Cenerentola』）
- フランコ・ピエルサンティ（『ナポリの隣人』）
- パスクァーレ・カタラーノ（『ナポリ、熟れた情事』）
- Gatto Ciliegia contro il Grande Freddo （『Nico, 1988』）

### 歌曲賞
- Bang Bang（作曲：ピヴィオ＆アルド・デ・スカルツィ、作詞：Nelson、歌：セレーナ・ロッシ、フランコ・リッチャルディ、ジャンパオロ・モレッリ）（『愛と銃弾』）
- A chi appartieni（作詞・作曲：ダリオ・サンソーネ、歌：Foja）（『Gatta Cenerentola』）
- Trust me（作詞・作曲：マウロ・パガーニ、歌：マッシモ・ラニエーリ、アントネッラ・ロ・ココ）（『Riccardo va all'inferno』）
- Italy（作曲：Anja Plaschg、Anton Spielmann、作詞：Anja Plaschg、Soap & skIN、歌：Soap & skIN）（『シシリアン・ゴースト・ストーリー』）
- The Place（作曲：マルコ・グアッツォーネ、ジョヴァンナ・ガルデッリ、マッテオ・クラーロ、ステファノ・コスタンティーニ、エドアルド・チッキネリ、作詞：マルコ・グアッツォーネ、ジョバンナ・ガルデッリ、歌：マリアン・ミラージュによる解釈）（『ザ・プレイス　運命の交差点』）

### 美術賞
- デニズ・ギョクトゥルク・コバンベイ、イヴァーナ・ガルジューロ（『ナポリ、熟れた情事』）
- ノエミ・マルキカ（『愛と銃弾』）
- マウリツィオ・サバティーニ（『Brutti e cattivi』）
- トニーノ・ゼラー（『霧の中の少女』）
- ジャンカルロ・バジーリ（『ナポリの隣人』）
- ルカ・セルヴィーノ（『Riccardo va all'inferno』）

### 衣装デザイン賞
- ダニエラ・サレルニターノ（『愛と犯罪』）
- マッシモ・カンティーニ・パッリーニ（『Riccardo va all'inferno』）
- ニコレッタ・タランタ（『Agadah』）
- アンナ・ロンバルディ（『Brutti e cattivi』）
- アレッサンドロ・ライ（『ナポリ、熟れた情事』）

### メイクアップ賞
- マルコ・アルティエーリ（『Nico, 1988』）
- ヴェロニカ・ルオンゴ（『愛と銃弾』）
- フェデリーク・フォリア（『Brutti e cattivi』）
- マウリツィオ・ファッツィーニ（『フォルトゥナータ』）
- ロベルト・パストーレ（『ナポリ、熟れた情事』）
- ルイジ・チミネッリ、エマヌエーレ・デ・ルーカ、ヴァレンティナ・イアンヌッチッリ（『Riccardo va all'inferno』）

### ヘアスタイリスト賞
- ダニエラ・アルティエーリ（『Nico, 1988』）
- アントニオ・フィダート（『愛と銃弾』）
- シャリム・サバティーニ（『Brutti e cattivi』）
- マウロ・タマニーニ（『フォルトゥナータ』）
- パオラ・ジェノヴェーゼ（『Riccardo va all'inferno』）

### 編集賞
- アッフォンソ・ゴンサルヴェス（『チャンブラにて』）
- フェデリコ・マリア・マネスキ（『愛と銃弾』）
- マッシモ・クアリア（『霧の中の少女』）
- ステファノ・クラヴェーロ（『Nico, 1988』）
- コンスエロ・カトゥッチ（『ザ・プレイス　運命の交差点』）

### 音響賞
- アドリアーノ・ディ・ロレンツォ、アルベルト・パドアン、マーク・バスティアン、エリック・グラッテパン、フランコ・ピスコポ（『Nico, 1988』）
- ジュゼッペ・トリポディ、フロリアン・フェーヴル、ジュリアン・ペレス（『チャンブラにて』）
- ラヴィニア・ブルケリ、シモーネ・コスタンティーノ、クラウディオ・スピネッリ、ジャンルカ・バジーリ、セルジオ・バジーリ、アントニオ・ティリネッリ、ナディア・パオーネ（『愛と銃弾』）
- アンドレア・クティッロ、Timeline Studio、ジョルジョ・モルフィーニ（『Gatta Cenerentola』）
- ファビオ・コンカ、ジュリアーノ・マルカッチーニ、ダニエーレ・デ・アンジェリス、ジュゼッペ・ダマート、アントニオ・ジャンナントニオ、ダリオ・カルヴァーリ、アレッサンドロ・チェッカッチ（『ナポリ、熟れた情事』）

### デジタル視覚効果賞
- Mad Entertainment（『Gatta Cenerentola』）
- Chromatica、Wonderlab、Hive Division（『AFMV - Addio fottuti musi verdi』）
- Palantir Digital（『愛と銃弾』）
- Autre Choose（『Brutti e cattivi』）
- Frame by Frame（『Monolith』）

### 長編ドキュメンタリー賞
- La lucida follia di Marco Ferreri（監督：アンセルマ・デッローリオ）
- '78 - Vai piano ma vinci（監督：アリーチェ・フィリッピ）
- Evviva Giuseppe（監督：ステファノ・コンシーリオ）
- Saro（監督：エンリコ・マリア・アルターレ）
- The Italian Jobs: Paramount Pictures e l'Italia（監督：マルコ・スパニョーリ）

### 短編映画賞
- Bismillah（監督：アレッサンドロ・グランデ）
- Confino（監督：ニコ・ボノモロ）
- La giornata（監督：ピッポ・メッツァペーザ）
- Mezzanotte zero zero（監督：ニコラ・コンヴェルサ）
- Pazzo & Bella（監督：マルチェッロ・ディ・ノート）

### EU映画賞
- ザ・スクエア　思いやりの聖域（監督：リューベン・オストルンド）
- BPM　ビート・パー・ミニット（監督：ロバン・カンピヨ）
- ボルグ／マッケンロー　氷の男と炎の男（監督：ヤヌス・メッツ）
- エル　ELLE（監督：ポール・バーホーベン）
- ゴッホ 最期の手紙（監督：ドロタ・コビエラ、ヒュー・ウェルチマン）

### 外国映画賞
- ダンケルク（監督：クリストファー・ノーラン）
- 判決、ふたつの希望（監督：ジアド・ドゥエイリ）
- ラ・ラ・ランド（監督：デイミアン・チャゼル）
- ラブレス（監督：アンドレイ・ズビャギンツェフ）
- マンチェスター・バイ・ザ・シー（監督：ケネス・ロナーガン）

### ヤング・ダヴィッド賞
- 君が望むものはすべて Tutto quello che vuoi（監督：フランチェスコ・ブルーニ）
- Gatta Cenerentola（監督：アレッサンドロ・ラック、イヴァン・カピエッロ、マリノ・グァルニエーリ、ダリオ・サンソーネ）
- Gramigna - Volevo una vita normale（監督：セバスティアーノ・リッツォ）
- シシリアン・ゴースト・ストーリー Sicilian Ghost Story（監督：ファビオ・グラッサドニア、アントニオ・ピアッツァ）
- ザ・プレイス　運命の交差点 The Place（監督：パオロ・ジェノヴェーゼ）

### ダヴィッド特別賞
- ステファニア・サンドレッリ
- スティーブン・スピルバーグ
- ダイアン・キートン